# Plan d'eau Le Noyer
Pour les articles homonymes, voir Noyer (homonymie).
Le plan d'eau Le Noyer est un lac situé à Haute-Rivoire, dans le Rhône.